# L'Isle-en-Rigault
L'Isle-en-Rigault é uma comuna francesa na região administrativa de Grande Leste, no departamento de Meuse. Estende-se por uma área de 10,54 km². Em 2010 a comuna tinha 488 habitantes (densidade: 46,3 hab./km²).